# Notoryjność
Notoryjność (z łac. notorius „znany” od nosco „znam”) – w prawie procesowym cecha pewnej okoliczności, która przesądza o tym, że okoliczność ta jest znana i w związku z tym udowadnianie jej jest zbędne. Nie wyklucza to jednak przeprowadzania dowodu przeciwnego.
Znane są przynajmniej dwie łacińskie paremie prawnicze odnoszące się do notoryjności: notoria non egent probatione (okoliczności powszechnie znane nie wymagają dowodu) i manifestum non eget probatione (to, co oczywiste, nie wymaga dowodu).
Wyróżnia się dwa rodzaje notoryjności. Obydwa występują zarówno w polskim postępowaniu karnym (art. 168 k.p.k.), cywilnym (art. 228 k.p.c.), administracyjnym (art. 77 § 4 k.p.a.) i administracyjnosądowym (art. 106 § 4 p.p.s.a.), jak i podatkowym (art. 187 § 3 Ordynacji podatkowej).
Notoryjność powszechna oznacza, że dana informacja jest powszechnie znana (niedającej się oznaczyć liczbie osób) w miejscu, w którym toczy się proces. Polski Sąd Najwyższy wskazuje na wiedzę każdego rozsądnego i mającego życiowe doświadczenie mieszkańca miejscowości będącej siedzibą danego sądu i wymienia, że za powszechnie znane uważa się np. wydarzenia historyczne, polityczne, zjawiska przyrodnicze, procesy ekonomiczne lub zdarzenia normalnie i zwyczajnie zachodzące w określonym miejscu i czasie. Co do informacji historycznych, wskazuje, że powinny być one utrwalone w piśmiennictwie naukowym (…) w sposób zgodny z zasadami metodologii naukowej, a więc w oparciu o różnorodne źródła, ujawnione przez historyków. Powszechnie notoryjne mogą być także niektóre informacje geograficzne. Polski Kodeks postępowania cywilnego i Prawo o postępowaniu przed sądami administracyjnymi oprócz zwolnienia z obowiązku udowadniania takich informacji wyraźnie dozwalają sądowi brać je pod uwagę także wtedy, kiedy strony nie powołały się na nie (art. 213 § 1 k.p.c. i 106 § 4 p.p.s.a.).
Notoryjność urzędowa (zwana sądową) to cecha tych okoliczności, które są znane całemu składowi organu procesowego z powodu podejmowania przez niego działalności urzędowej (nie zaś z osobistego doświadczenia sędziów). Urzędowo notoryjne mogą być niektóre informacje dotyczące świadków, biegłych lub pozyskane przy rozpoznawaniu innej sprawy. Organ procesowy musi poinformować strony, że dany fakt jest dla niego notoryjny z urzędu, ponieważ stronom przysługuje prawo wypowiedzenia się co do takich informacji.